# Horace Engdahl
Horace Engdahl (ur. 30 grudnia 1948 w Karlskronie) – szwedzki historyk i krytyk literacki.
W 1997 przyjęty został do Akademii Szwedzkiej, zajmując miejsce zmarłego Johannesa Edfelta. W 1999 przejął od Sture Alléna funkcję sekretarza tej organizacji. Pełnił ją do czerwca 2009. Nowym sekretarzem został Peter Englund. Do jego obowiązków należało m.in. ogłaszanie zdobywców Nagrody Nobla w dziedzinie literatury.